# Chinese Volleyball League 2005-2006 (femminile)
La Chinese Volleyball League 2005-2006 si è svolta dal 2005 al 2006: al torneo hanno partecipato 16 squadre di club cinesi e la vittoria finale è andata per la prima volta al Liaoning.

## Squadre partecipanti
| - Bayi - Beijing - Fujian - Guangdong - Hebei - Henan - Jiangsu - Liaoning | - Nanjing - Nankai Daxue - Shandong - Shanghai - Sichuan - Tianjin - Yunnan - Zhejiang |

## Premi individuali[1]
| Premio             | Giocatrice | Squadra  |
| ------------------ | ---------- | -------- |
| MVP                | Zhang Ping | Tianjin  |
| Miglior attaccante | Li Juan    | Tianjin  |
| Miglior muro       | Li Juan    | Tianjin  |
| Miglior servizio   | Yang Jie   | Tianjin  |
| Miglior allenatore | Yue Jinku  | Liaoning |

## Classifica finale[1]
| Pos | Squadra      | Verdetto                        |
| --- | ------------ | ------------------------------- |
| 1   | Liaoning     | Al campionato asiatico per club |
| 2   | Tianjin      |                                 |
| 3   | Henan        |                                 |
| 4   | Zhejiang     |                                 |
| 5   | Shandong     |                                 |
| 6   | Sichuan      |                                 |
| 7   | Bayi         |                                 |
| 8   | Jiangsu      |                                 |
| 9   | Fujian       |                                 |
| 10  | Yunnan       |                                 |
| 11  | Shanghai     |                                 |
| 12  | Beijing      |                                 |
| 13  | Nanjing      |                                 |
| 14  | Hebei        |                                 |
| 15  | Nankai Daxue |                                 |
| 16  | Guangdong    |                                 |